# گمینا شچبژشن
گمینا شچبژشن (به لهستانی:  Gmina Szczebrzeszyn) یک گمینا در لهستان است که در شهرستان زاموشتش واقع شده‌است. گمینا شچبژشن ۱۲۳٫۱۶ کیلومتر مربع مساحت و ۱۱٬۶۸۶ نفر جمعیت دارد.